# Bălăbănești (Galați)
Bălăbănești es una comuna ubicada en el distrito de Galați, Rumania.

## Superficie
Posee una superficie de 54,96 kilómetros cuadrados.

## Demografía
Hasta 2021 la población era de 1863 habitantes, con una densidad de población de 33,90 habitantes por kilómetro cuadrado.